# لورانس أنتوني
لورانس أنتوني (بالإنجليزية: Lawrence Anthony)‏ هو كاتب جنوب أفريقي، ولد في 17 سبتمبر 1950 في جوهانسبرغ في جنوب أفريقيا، وتوفي في 2 مارس 2012 بسبب نوبة قلبية.